# Hiểu về Đài Loan
Hiểu về Đài Loan hay Nhận thức Đài Loan (chữ Hán: 認識臺灣; bính âm: Rènshì Táiwān) là một cuốn sách giáo khoa cho trẻ em trong độ tuổi Trung học cơ sở, được sử dụng rộng rãi tại Trung Hoa Dân Quốc (Đài Loan) từ năm 1997. Cuốn sách được chia thành các mục bao gồm các nghiên cứu xã hội, lịch sử và địa lý (社會篇、歷史篇、地理篇).

## Bối cảnh
Dưới quyền quản lý của Quốc Dân Đảng, học sinh ở Đài Loan bị yêu cầu học lịch sử Trung Quốc thay vì lịch sử địa phương của Đài Loan trong thời kỳ hậu chiến. Sau khi Tưởng Giới Thạch thoái nhiệm, con trai và là người kế nhiệm ông, Tưởng Kinh Quốc, bắt đầu tự do hoá hệ thống chính trị của Đài Loan, dỡ bỏ thiết quân luật vào năm 1986. Sau cái chết của Tưởng Kinh Quốc, Lý Đăng Huy, Tổng thống Đài Loan người bản xứ đầu tiên đã tiếp tục xu hướng tự do hoá và tổ chức cuộc bầu cử Tổng thống trực tiếp đầu tiên vào năm 1996.

## Nội dung
Cuốn sách Hiểu về Đài Loan được phát hành năm 1996 và được thông qua như là sách giáo khoa Trung học cơ sở vào năm 1997. Nó đã làm dấy lên nhiều sự quan tâm ở châu Á. Phần lịch sử được trình bày như "Lịch sử Đài Loan" và thời kỳ Đài Loan thuộc Đế quốc Nhật Bản đã được giới thiệu một cách tích cực với những sự thật và khảo sát khách quan.

## Liên kết
- Trang web chính thức Lưu trữ ngày 28 tháng 9 năm 2007 tại Wayback Machine
- Bộ Giáo dục Trung Hoa Dân Quốc Lưu trữ ngày 16 tháng 5 năm 2008 tại Wayback Machine